# Laufwerk (Computer)

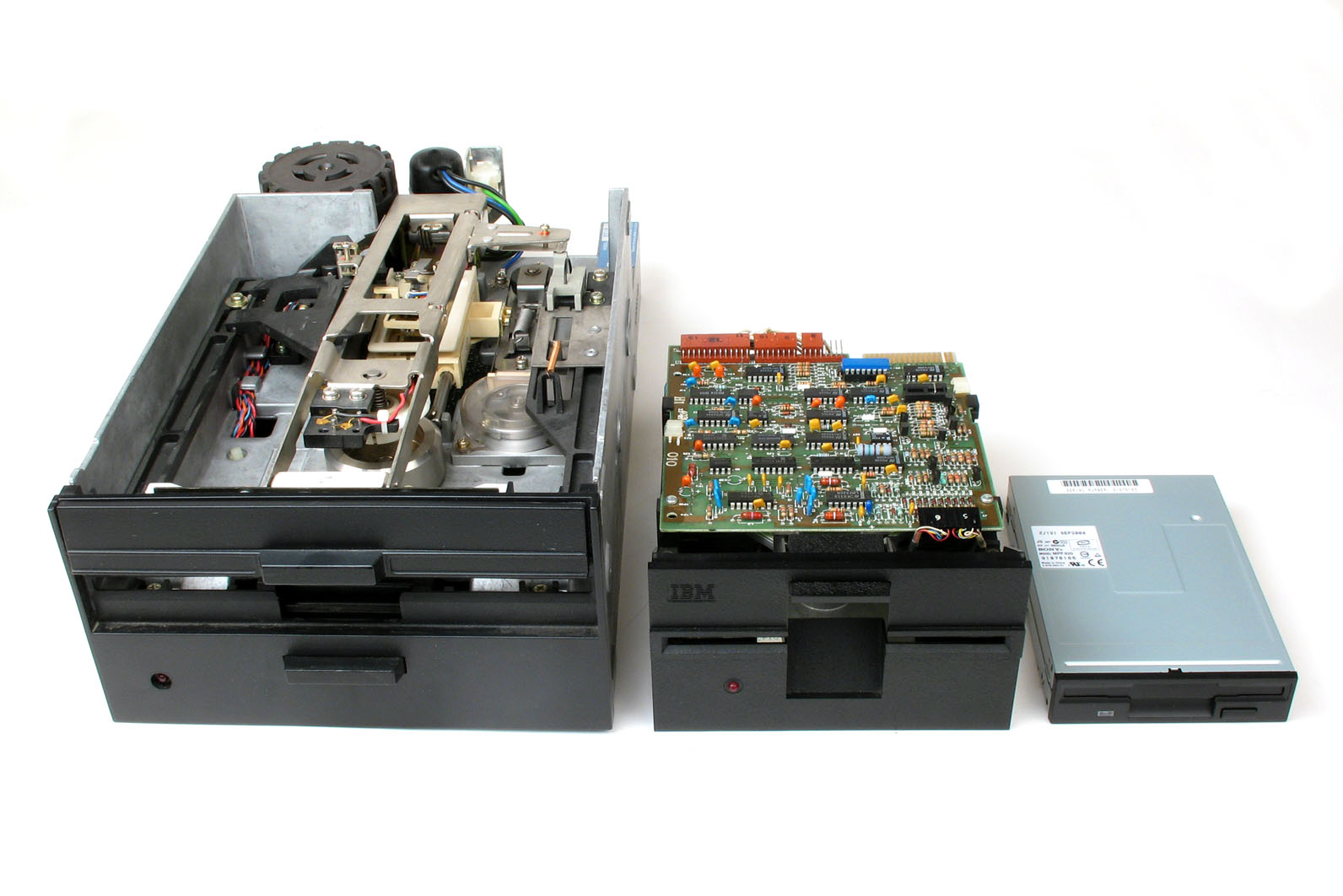
Diskettenlaufwerke in verschiedenen Größen (8″, 5,25″ und 3,5″)

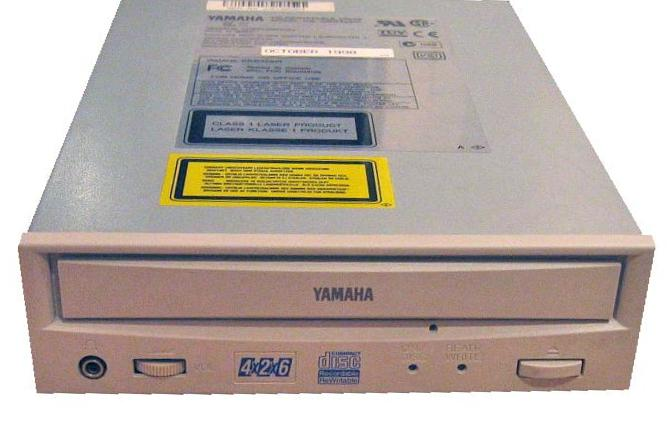
CD-(RW-)Laufwerk in der üblichen 5,25″-Bauart

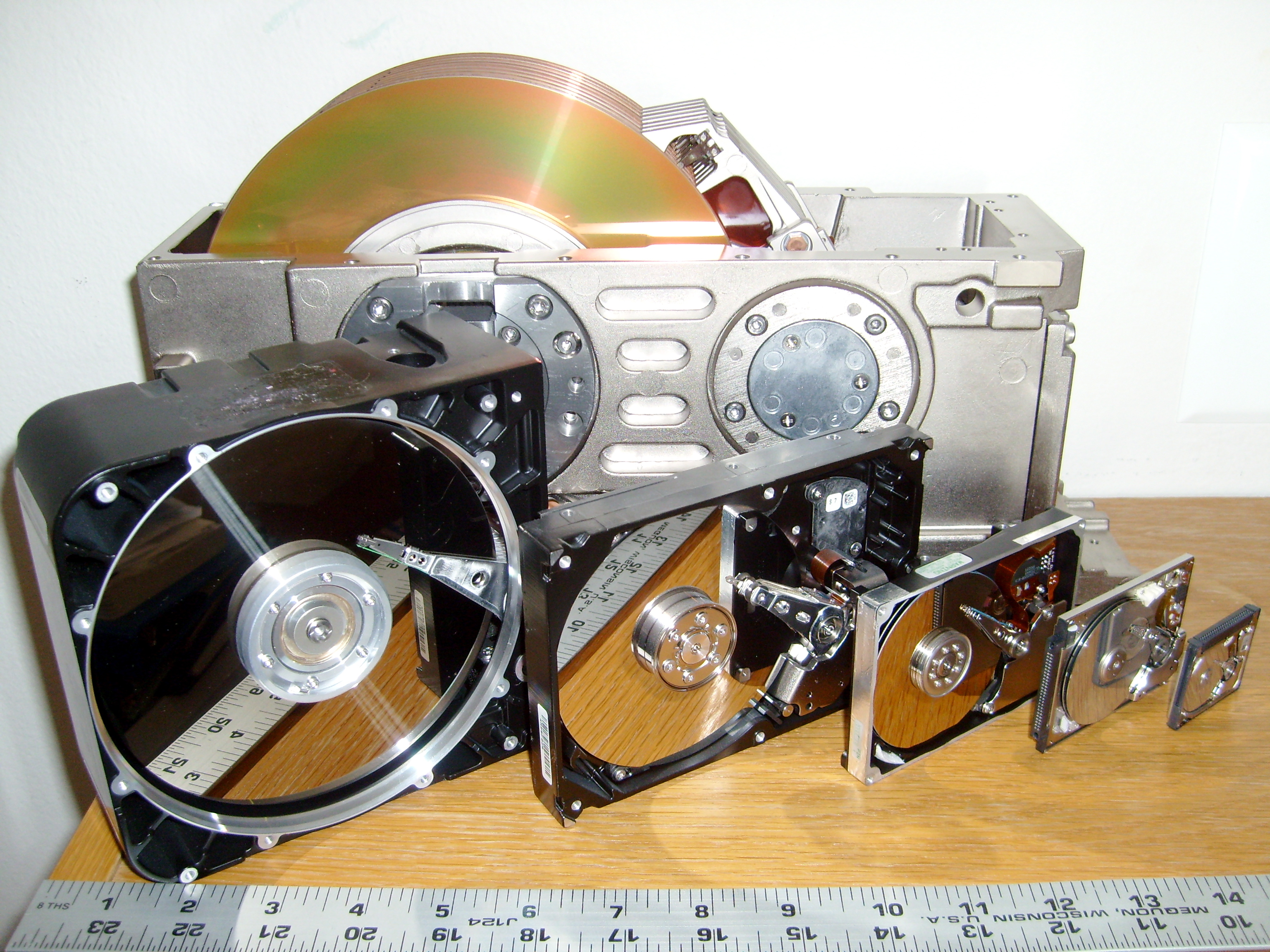
6 verschieden große Festplattenlaufwerke aus der Hardwaregeschichte

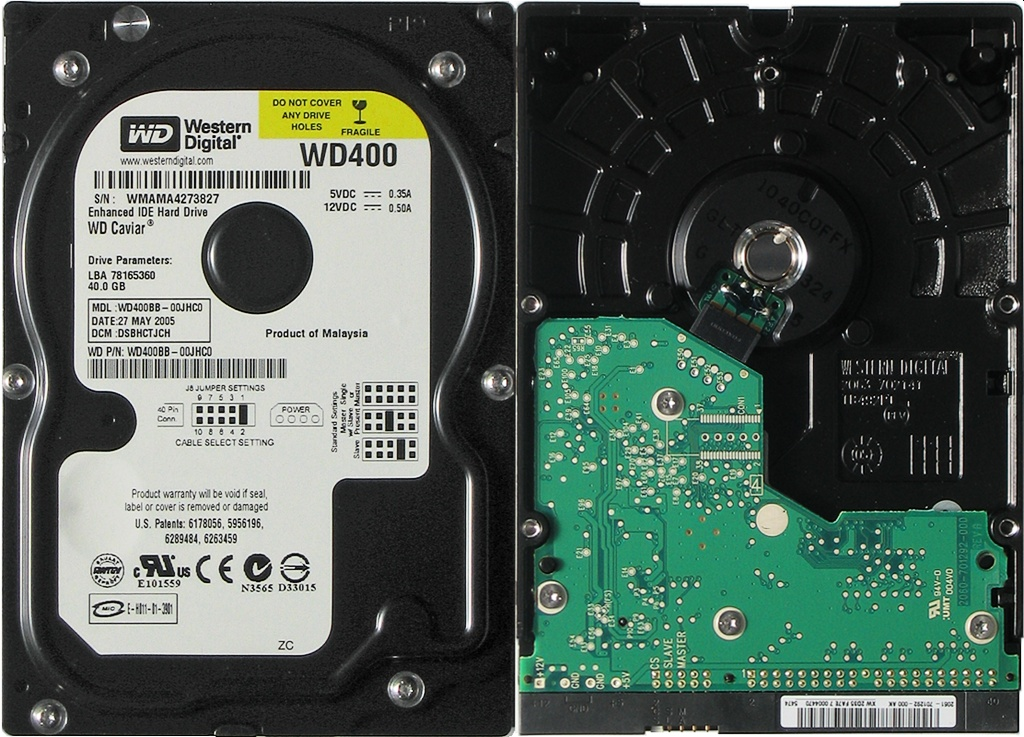
3,5″-Festplatte (Western Digital WD400) von oben (links) und von unten (rechts)

Ein Laufwerk oder auch Speichergerät genannt – ist ein Gerät für den schreibenden und/oder lesenden Zugriff auf ein Speichermedium für digitale Daten. Das Speichermedium wird auch Datenträger oder, je nach Funktionalität, Massenspeicher genannt. Laufwerke lassen sich unterteilen in solche für Wechselmedien (Magnetband, Diskette, CD, DVD usw.) und Festplatten oder Solid-State-Drives (SSD), welche der Benutzer im Laufenden Betrieb wechseln kann. Sie können in einem Computer eingebaut sein (internes Laufwerk) oder ein eigenes, mit dem Computer verbundenes Gerät (externes Laufwerk) sein.

## Abgrenzung
Während im Wort „Laufwerk“ ein mechanisches Gerät impliziert ist, gibt es auch Medien mit Speicherchips, für deren Zugriff keine bewegliche Mechanik erforderlich ist. Dazu zählen Speicherkarten, USB-Sticks, geräteinterne Speicher usw. Obwohl solche Geräte keine Laufwerke im engeren Sinne sind, werden auch sie so bezeichnet, weil sie aus der Sicht des Anwenders die gleiche Funktion haben.
Um große Datenvolumen zu fassen, werden eigene Systeme aufgebaut, die nur der Datenspeicherung dienen. Diese sind über besondere Protokolle wie iSCSI mit dem Anwendungsserver per Netzwerk verbunden (NAS), oder in einem besonderen Storage Area Network (SAN) zum Beispiel mit Fibre Channel angebunden. Man spricht bei solchen Datenspeichern von Festplattensubsystemen, Tape Libraries und CD/DVD/WORM-Jukeboxen.

## Volume
Auch ein Volume wird im Deutschen oft als Laufwerk bezeichnet. Traditionell ist dies auf denselben Systemen der Fall, die auch Laufwerksbuchstaben verwenden, etwa Windows von Microsoft.

## Laufwerksbuchstaben
Auf einigen Systemen, wie u. a. CP/M, DOS, Windows und OS/2, wird der Datenspeicher aus Volumes wie Laufwerken im Betriebssystem als Laufwerksbuchstabe bereitgestellt bzw. kann darüber angesprochen werden. Gerätetreiber für externe Geräte, beispielsweise Cardreader oder Diskettenlaufwerke, stellen die verfügbaren Wechselmedien als Laufwerksbuchstabe im System bereit.
Neben physischen Laufwerken im eigentlichen Sinne – als Hardware – gibt es verschiedene Methoden, die dazu führen, dass über das Betriebssystem für den Anwender „Laufwerke“ (englisch Volumes) sichtbar sind, die keine Eins-zu-eins-Entsprechung zu physischen Laufwerken haben: Partitionen, um ein Laufwerk in mehrere Dateisysteme zu unterteilen, logische Laufwerke für komplexere Verteilung von Dateisystemen auf Laufwerke, RAID-Systeme, um mehrere Laufwerke zusammenzulegen, sowie virtuelle Laufwerke, die physische Laufwerke auf Software- bzw. Betriebssystemseite nachbilden, wobei der Inhalt einzelner Medien in Image-Dateien vorgehalten wird. Unter Windows kann auch einem UNC-Pfad ein Laufwerksbuchstabe zugewiesen werden, was als Netzlaufwerk bezeichnet wird.
Auch freie Bereiche des Hauptspeichers können als Laufwerke in diesem Sinn verwendet werden. Diese werden als RAM-Disks bezeichnet. Da der Inhalt des Hauptspeichers beim Neustarten oder Ausschalten des Rechners verlorengeht, können RAM-Disks nicht als Massenspeicher verwendet werden. Ihr Vorteil liegt vor allem in den wesentlich kürzeren Zugriffszeiten und viel höheren Datenübertragungsraten.